# Кочуновский сельсовет
Кочуновский сельсовет — сельское поселение в Бутурлинском районе Нижегородской области Российской Федерации.
Административный центр — село Кочуново.

## История
Статус и границы сельского поселения установлены Законом Нижегородской области от 15 июня 2004 года № 60-З «О наделении муниципальных образований - городов, рабочих посёлков и сельсоветов Нижегородской области статусом городского, сельского поселения».

## Население
| 2002  | 2010  | 2012  | 2013  | 2014  | 2015  | 2016  |
| ----- | ----- | ----- | ----- | ----- | ----- | ----- |
| 1729  | ↘1389 | ↘1347 | ↘1297 | ↘1272 | ↘1237 | ↘1198 |
| 2017  | 2018  | 2019  | 2020  |       |       |       |
| ↘1178 | ↘1133 | ↘1096 | ↘1068 |       |       |       |

## Состав сельского поселения
| № | Населённый пункт | Тип населённого пункта       | Население |
| - | ---------------- | ---------------------------- | --------- |
| 1 | Вергизаи         | село                         | ↘68       |
| 2 | Еделево          | село                         | ↗3        |
| 3 | Инкино           | село                         | ↘359      |
| 4 | Кеньшево         | село                         | ↘184      |
| 5 | Кочуново         | село, административный центр | ↘665      |
| 6 | Лукьяново        | село                         | ↘110      |